# Anomala subvittata
Anomala subvittata är en skalbaggsart som beskrevs av Ohaus 1925. Anomala subvittata ingår i släktet Anomala och familjen Rutelidae. Inga underarter finns listade i Catalogue of Life.